# Iranocoptosia fausti
Iranocoptosia fausti är en skalbaggsart som först beskrevs av Ludwig Ganglbauer 1885.  Iranocoptosia fausti ingår i släktet Iranocoptosia och familjen långhorningar.
Artens utbredningsområde är Iran. Inga underarter finns listade i Catalogue of Life.